# 1 Grupa Lotnicza
1 Grupa Lotnicza – związek organizacyjny lotnictwa Wojska Polskiego.

## Historia grupy
Wiosną 1929 roku, w celu usprawnienia dowodzenia jednostkami, została utworzona 1 Grupa Aeronautyczna. Podstawą utworzenia grupy był rozkaz ministra spraw wojskowych B. Og. Org. L. 10717/1928 o wprowadzeniu w życie nowej organizacji Aeronautyki na stopie pokojowej oraz zarządzenie szefa Departamentu Aer. L. 701/tjn. z 6 lutego 1929 roku „Zestawienie składów osobowych i etatów aeronautyki na stopie pokojowej”. Dowódca grupy i szef sztabu zostali wyznaczeni na stanowiska 27 kwietnia 1929 roku
Dowódcy grupy z siedzibą w Warszawie podporządkowano 1 pułk lotniczy w Warszawie oraz 5 pułk lotniczy w Lidzie i 2 batalion balonowy w Jabłonnie (od 25 stycznia 1934 roku – garnizon Legionowo). 
22 sierpnia tego roku minister spraw wojskowych zaszeregował stanowiska oficerskie, „objęte nową organizacją Aeronautyki (P. S. 10–800) do poszczególnych kategorii dodatku służbowego”: dowódca grupy aeronautycznej (do kat. V), I oficer sztabu grupy aeronautycznej (do kat. VIB) oraz oficer sztabu grupy aeronautycznej (do kat. VIIB).
12 września 1929 roku zostały określone zadania dowódcy grupy, które obejmowały nadzór nad doskonaleniem personelu latającego pułków według wytycznych szefa Departamentu Aeronautyki MSWojsk. oraz samodzielne organizowanie ćwiczeń broni połączonych z udziałem lotnictwa, ćwiczeń o charakterze wybitnie lotniczym, gier wojennych, ćwiczeń aplikacyjnych, ćwiczeń OPL oraz wszelkiego rodzaju zawodów lotniczych i zawodów z zakresu przysposobienia wojskowego.
W 1931 roku, w związku z likwidacją 2 Grupy Aeronautycznej, w skład 1 Grupy Aeronautycznej został włączony 4 pułk lotniczy i 1 batalion balonowy z Torunia.
Z dniem 1 września 1931 roku minister spraw wojskowych zmniejszył skład osobowy dowództwa grupy likwidując stanowiska II i III oficera sztabu oraz stanowiska trzech urzędników III kategorii. Z dniem 15 listopada 1932 roku minister spraw wojskowych dokonał kolejnej zmiany etatu dowództwa grupy aeronautycznej P. S. 10–800 z 8 grudnia 1928 roku polegającej na zastąpieniu podoficerów zawodowych kancelistów urzędnikami cywilnymi III kategorii. Jednocześnie minister zezwolił na pozostawienie podoficerów zawodowych na stanowiskach do 31 marca następnego roku.
Z dniem 1 stycznia 1936 roku, w ramach reorganizacji lotnictwa spowodowanej potrzebami przygotowań do zadań obrony kraju, dokonano zmian w składzie grup aeronautycznych. W skład grupy został włączony 6 pułk lotniczy, natomiast 4 pułk lotniczy i 1 batalion balonowy został podporządkowany dowódcy 3 Grupy Lotniczej w Krakowie. W ten sposób 1 Grupa objęła wszystkie formacje liniowe rozlokowane we wschodniej części kraju. W tym samym roku 1 Grupa Aeronautyczna została przemianowana na 1 Grupę Lotniczą.
Zgodnie z planem mobilizacyjnym „W” dowództwo 1 Grupy Lotniczej w razie zarządzenia mobilizacji było likwidowane. Pierwszego dnia mobilizacji powszechnej podoficerowie zawodowi i nadterminowi, wchodzący w skład personelu kancelaryjnego, mieli być odesłani do dyspozycji komendanta Wyższej Szkoły Wojennej, natomiast szeregowi zasadniczej służby wojskowej do 1 pułku lotniczego. Personel cywilny (stały i kontraktowy) miał być przekazy do dyspozycji dowódcy Okręgu Korpusu Nr I.
| Organizacja grupy lotniczej      | Organizacja grupy lotniczej      | Organizacja grupy lotniczej |
| w latach 1929-1931               | w latach 1931-1936               | w latach 1936-1939          |
| -------------------------------- | -------------------------------- | --------------------------- |
| Dowództwo 1 Grupy Aeronautycznej | Dowództwo 1 Grupy Aeronautycznej | Dowództwo 1 Grupy Lotniczej |
| 1 pułk lotniczy                  | 1 pułk lotniczy                  | 1 pułk lotniczy             |
| 5 pułk lotniczy                  | 5 pułk lotniczy                  | 5 pułk lotniczy             |
|                                  | 4 pułk lotniczy                  | 6 pułk lotniczy             |
| 2 batalion balonowy              | 2 batalion balonowy              | 2 batalion balonowy         |
|                                  | 1 batalion balonowy              |                             |

| Obsada personalna dowództwa grupy         | Obsada personalna dowództwa grupy | Obsada personalna dowództwa grupy     | Obsada personalna dowództwa grupy |
| Dowódcy grupy                             | Dowódcy grupy                     | I oficerowie sztabu                   | I oficerowie sztabu               |
| ----------------------------------------- | --------------------------------- | ------------------------------------- | --------------------------------- |
| płk obs. inż. Janusz de Beaurain          | IV 1929 – XI 1935                 | kpt. / mjr dypl. obs. Felicjan Sterba | IV 1929 – 1 XII 1934              |
| płk dypl. obs. Stanisław Ujejski          | XI 1935 – XII 1937                | mjr pil. Stanisław Nazarkiewicz       | od XII 1934                       |
| płk dypl. obs. Władysław Eugeniusz Heller | VIII 1938 – VIII 1939             | mjr dypl. mgr Olgierd Tuskiewicz      | od X 1935                         |
|                                           |                                   | mjr obs. Edward Młynarski             | do VIII 1939                      |